# Anatolij Dovhal
Anatolij Dovhal (ukrainska: Анатолій Довгаль), född den 29 januari 1976, är en ukrainsk friidrottare som tävlar i kortdistanslöpning.
Dovhal deltog vid Olympiska sommarspelen 2000 på 100 meter men blev utslagen i försöken. Vid inomhus-EM i Wien 2002 blev han bronsmedaljör på 60 meter på tiden 6,62. Han deltog även vid EM-utomhus 2002 i München där han blev utslagen i semifinalen på 100 meter. Däremot var han med i Ukrainas stafettlag över 4 x 100 meter som vann guld.
Han blev utslagen i semifinalen på 60 meter både vid inomhus-VM 2003 och 2006. Emellertid tog han sig till semifinal vid EM 2006.

## Personliga rekord
- 60 meter - 6,56
- 100 meter - 10,17